# لافاييت (إنديانا)
لافاييت (بالإنجليزية: Lafayette, Indiana)‏ هي مدينة و مقر المقاطعة تقع في الولايات المتحدة في إنديانا. يقدر عدد سكانها بـ 67,140 نسمة ومساحتها 71.85 كم2 وترتفع عن سطح البحر 211 متر.

## التركيبة السكانية
قام مكتب تعداد الولايات المتحدة بتحديد بيانات التركيبة السكانية للافاييت في تعداد الولايات المتحدة. في ما يلي، التركيبة السكانية حسب تعدادي 2000 و2010.

### تعداد عام 2000
بلغ عدد سكان لافاييت 56,397 نسمة بحسب تعداد عام 2000، وبلغ عدد الأسر 24,060 أسرة وعدد العائلات 13,666 عائلة مقيمة في المدينة.
وتوزع التركيب العرقي للمدينة بنسبة 88.91% من البيض و 0.37% من الأمريكيين الأصليين و 1.22% من الأمريكيين ذوي الأصول الآسيوية و 0.04% من سكان جزر المحيط الهادئ و 3.22% من الأمريكيين الأفارقة و 1.62% من عرقين مختلطين أو أكثر.
```
وكانت نسبة 43.2% من غير العائلات. تألفت نسبة 33.2% من أصل جميع الأسر من أفراد ونسبة 9.4% كانوا يعيش معهم شخص وحيد يبلغ من العمر 65 عاماً فما فوق.
```

بلغ العمر الوسطي للسكان 32 عاماً. وكانت نسبة 23.2% من القاطنين تحت سن الثامنة عشر، وكانت نسبة 14.2% بين الثامنة عشر والأربعة وعشرون عاماً، ونسبة 31.3% كانت واقعةً في الفئة العمرية ما بين الخامسة والعشرون حتى والأربعة وأربعون عاماً، ونسبة 19.3% كانت ما بين الخامسة والأربعون حتى الرابعة والستون، ونسبة 12.0% كانت ضمن فئة الخامسة والستون عاماً فما فوق. يوجد لكل 100 أنثى 97.7 ذكر، ويوجد لكل 100 أنثى في الثامنة عشر من عمرها فما فوق 95.3 ذكر.
بلغ متوسط دخل الأسرة في المدينة 35,859 دولار، أما متوسط دخل العائلة فبلغ 45,480 دولار. وكان متوسط دخل الذكور 32,892 دولار مقابل 23,049 دولار للإناث. وسجل دخل الفرد الخاص بالمدينة 19,217 دولار. وكانت نسبة 8.0% من العائلات ونسبة 12.1% من السكان تحت خط الفقر، وكان من هؤلاء نسبة 15.8% تحت سن الثامنة عشر ونسبة 4.6% في الخامسة والستين من العمر وما فوق.

### تعداد عام 2010
بلغ عدد سكان لافاييت 67,140 نسمة بحسب تعداد عام 2010، وبلغ عدد الأسر 28,545 أسرة وعدد العائلات 15,863 عائلة مقيمة في المدينة. في حين سجلت الكثافة السكانية 2,420.3 نسمة لكل ميل مربع (934.5/كم2). وبلغ عدد الوحدات السكنية 31,260 وحدة بمتوسط كثافة قدره 1,126.9 لكل ميل مربع (435.1/كم2).
وتوزع التركيب العرقي للمدينة بنسبة 74.2% من البيض و 0.4% من الأمريكيين الأصليين و 1.4% من الأمريكيين ذوي الأصول الآسيوية و 11.2% من الأمريكيين الأفارقة و 2.7% من عرقين مختلطين أو أكثر.
بلغ عدد الأسر 28,545 أسرة كانت نسبة 29.4% منها لديها أطفال تحت سن الثامنة عشر تعيش معهم، وبلغت نسبة الأزواج القاطنين مع بعضهم البعض 36.7% من أصل المجموع الكلي للأسر، ونسبة 13.7% من الأسر كان لديها معيلات من الإناث دون وجود شريك، بينما كانت نسبة 5.2% من الأسر لديها معيلون من الذكور دون وجود شريكة وكانت نسبة 44.4% من غير العائلات. وبلغ متوسط حجم الأسرة المعيشية 3.00، أما متوسط حجم العائلات فبلغ 2.30.
بلغ العمر الوسطي للسكان 31.9 عاماً. وكانت نسبة 23.8% من القاطنين تحت سن الثامنة عشر، وكانت نسبة 12.9% بين الثامنة عشر والأربعة وعشرون عاماً، ونسبة 29.9% كانت واقعةً في الفئة العمرية ما بين الخامسة والعشرون حتى والأربعة وأربعون عاماً، ونسبة 22.2% كانت ما بين الخامسة والأربعون حتى الرابعة والستون، ونسبة 11.3% كانت ضمن فئة الخامسة والستون عاماً فما فوق. وتوزع التركيب الجنسي للسكان بنسبة 48.7% ذكور و51.3% إناث.